# Xuân Tân (Đồng Nai)
Xuân Tân is een xã van Long Khánh, een thị xã in de provincie Đồng Nai.